# Операція «Чарнвуд»

Бомбардування важкими бомбардувальниками «Галіфакс» міста Кан. 7 липня 1944

Карта операції «Чарнвуд»

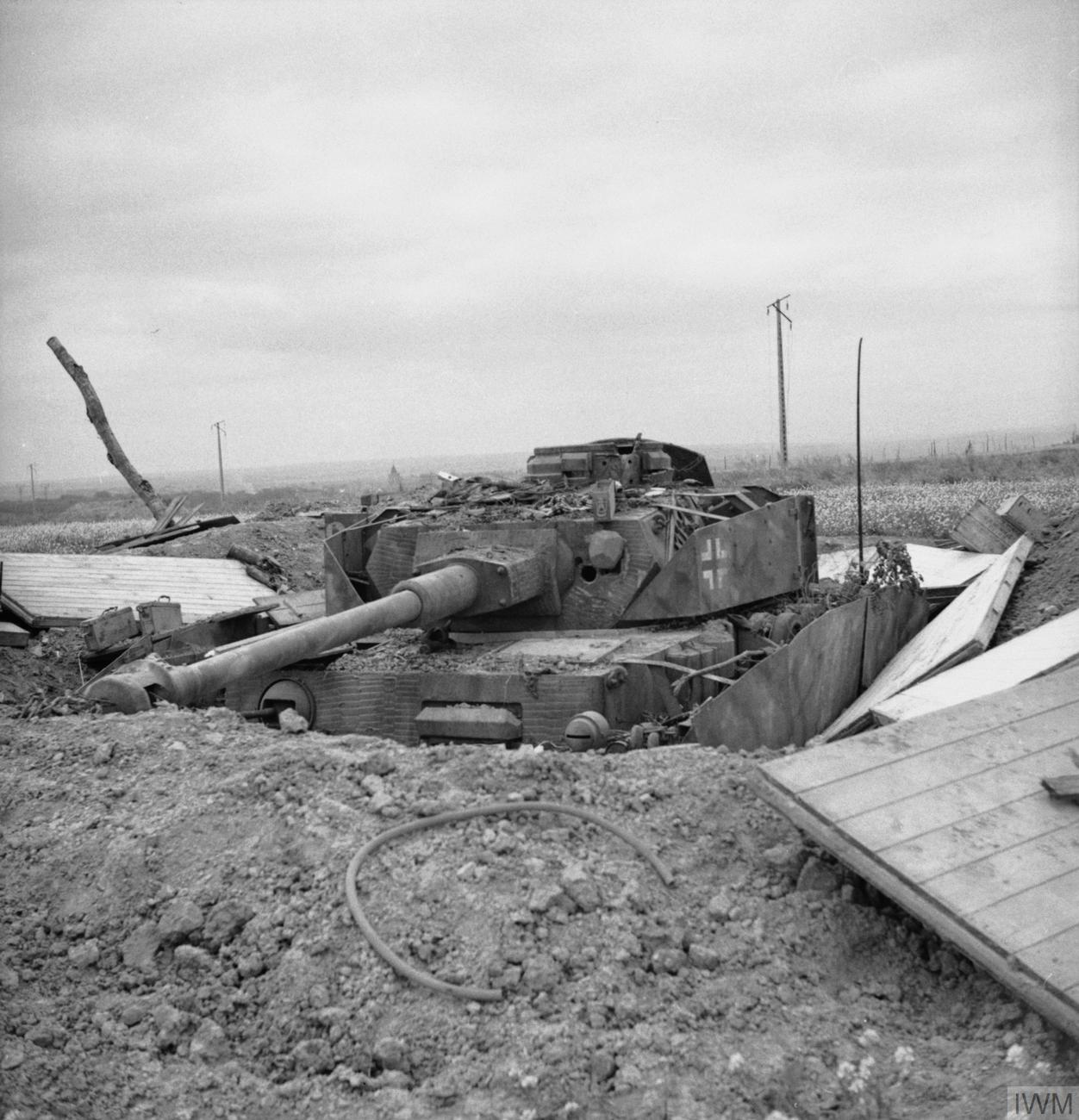
Підбитий німецький танк Panzer IV на вогневій позиції. Липень 1944

Наступ британської піхоти 2-го батальйону Королівського Ворікширського полку 3-ї піхотної дивізії через пшеничне поле в ході останньої атаки міста. Липень 1944

Операція «Чарнвуд» (англ. Operation Charnwood) — наступальна операція британсько-канадських військ, що проводилася в період з 8 по 9 липня 1944 року, й мала на меті захоплення окупованого німцями французького міста Кан, яке грало виключно важливу роль у планах західних союзників при проведенні операції «Оверлорд». Союзники також розраховували на те, що наступ перешкоджатиме перекиданню німецьких танкових з'єднань в американський сектор, де планувалося здійснити прорив. Британці і канадці розпочали наступ на широкому фронті і до вечора другого дня операції вони захопили Кан аж до річок Орн і Одон.
Операція «Чарнвуд» почалася на світанку 8 липня. Атаці передував рейд 467 важких бомбардувальників «Галіфакс» та «Ланкастер» на позиції німецьких військ, що обороняли місто. Згодом авіаційний наліт союзників викликав суперечливі оцінки, що знищив велику частину Старого міста. Батальйони трьох піхотних дивізій під прикриттям потужного артилерійського вогню атакували німецькі позиції північніше Кана. Підтримувані трьома бронетанковими бригадами, підрозділи 1-го британського корпусу поступово просувалися, долаючи опір 12-ї танкової дивізії СС «Гитлерюгенд» і 16-ї авіапольової дивізії Люфтваффе.
До кінця дня 3-тя канадська, а також 3-тя і 59-та (Стаффордширська) британські піхотні дивізії зачистили села, що знаходяться на шляху їхнього просування та вийшли до околиць Кана. Вступивши в місто удосвіта наступного дня, союзники зустріли опір з боку залишків німецьких з'єднань, що починали свій відступ за річку Орн. Аеродром в Карпіке був захоплений канадцями рано вранці, а до 18:00 британські і канадські військ з'єдналися і підійшли до північного берега річки Орн.
Коли розвідка з'ясувала, що вцілілі мости Кана як і раніше охороняються противником або ним неможливо скористатися, а німецькі резерви на протилежному берегу річки продовжують перебувати в повній готовності дати відсіч в разі спроби перетинання британцями мостів, командування I корпусу вимушене було припинити операцію.
Попри досягнутому тактичному успіху, проведення операції «Чарнвуд» не досягло кінцевої мети. Ціною великих втрат та колосального руйнування міста британсько-канадським військам вдалося попросту вичавити німців з північної частини Кана і попутно заподіяти значних втрат двом німецьким дивізіям. Разом з цим, з оперативної точки зору результати операції виявилися неоднозначними: німці відвели за Орн усі свої війська, які перебували північніше річки, й організувати сильну лінію оборони вздовж двох пагорбів на південь від міста. Більш того, не вдалося добитися зриву перекидання німецьких підкріплень на американську ділянку фронту. Тому, союзники, з огляду на здобуті результати операції не зупинилися на досягнутому, і не дозволили німцям перехопити ініціативу і тижнем пізніше організували дві наступальні операції — «Гудвуд» і «Атлантик», результатом яких стало повне звільнення Кана.

## Історія

### Передумови
Місто Кан займало стратегічно вигідну позицію в смузі висадки морського десанту союзників і грало виняткову роль у системі транспортних комунікацій на нормандському узбережжі Франції. Захоплення Кана визначалась, як найголовніше завдання для британців, тому що заволодіння цим містом відкривало шляхи для подальшого просування союзників у загальному напрямку на Париж. Однак, відразу після висадки 6 червня 1944 року, в День Д, на плацдарм «Сорд» 3-тя британська піхотна дивізія, посилена 27-ю окремою танковою бригадою, 1-ю бригадою спеціальних операцій (з французькими командос) і додатковими силами, в тому числі підрозділами 79-ї бронетанкової бригади, зіткнувшись з опором німецьких військ, не змогла сходу здобути Кан. Наступного дня командування 2-ї британської армії, посиливши свої сили та здійснивши перегрупування ударного ешелону, розпочало операцію «Перч», намагаючись здобути Кан.
Не досягши успіху в операції «Перч» та після розгрому під Вілле-Бокаж командування 2-ї британської армії розробило черговий великий наступ на Кан, операцію під назвою «Епсом». Напередодні, 25 червня, XXX корпус розпочав операцію «Матліт», яка мала сприяти виконанні завдань визначеного операції.
26 червня VIII корпус, після потужної вогневої підготовки наступу, розпочав операцію «Епсом». I та XXX корпуси діяли на другорядних напрямках, сковуючи сили вермахту по всій лінії зіткнення. Протягом наступних двох днів сторони вели затяті бої за утримання вигідних позицій та вводили в бій свої резерви, втім німцям ціною величезних втрат вдалося зупинити британський наступ.
Головнокомандувач військами вермахту на Заході генерал-фельдмаршал Герд фон Рундштедт, оцінюючи реальний стан справ на нормандському фронті, мав намір перекинути свої танкові війська на блокування американського плацдарму у західній частині смуги вторгнення. 1 липня він наказав військам залишити місто та підготувати до передислокації на захід, однак Верховне головнокомандування вермахту вважало Кан і його околиці ключовою точкою в системі німецької оборони в Нормандії. Гітлер відреагував на рішення Рундштедта зміщенням останнього з посади і заміною його на генерал-фельдмаршала Гюнтера фон Клюге. Британський генерал Бернард Монтгомері, командувач наземними силами союзників, дізнавшись з результатів перехоплення розвідкою «Ультра» про наміри противника, визначив завдання для проведення операції «Чарнвуд»: захопити Кан і запобігти великомасштабній передислокації німецьких військ з британсько-канадського сектора на американський фронт.

### Планування та підготовка

#### Союзники
Монтгомері, враховуючи те, що Кан двічі не вдалося опанувати шляхом складних флангових маневрів, цього разу вирішив перейти у фронтальний наступ. Мета операції «Чарнвуд», початок якої призначався на 4:20 ранку 8 липня, полягала у звільненні Кана від противника з виходом на рубіж річки Орн. У разі успішного розвитку операції атакуючі війська повинні були форсувати річку і захопити плацдарми на протилежному берегу міста. Для досягнення останньої цілі була сформована бронетанкова колона, яка мала прорватися через все місто і з ходу захопити мости. Монтгомері сподівався, що I корпус скористається ситуацією і пройде через південну частину Кана в напрямку на Верр'єр і Бургебю, тим самим прокладаючи шлях основним силам 2-ї британської армії для подальшого просування на Фалез.
I корпус лейтенант-генерала Джона Крокера, що нараховував 115 тисяч військ у своєму складі, повинний був пробиватися до річок Орн і Одон. 3-тя піхотна дивізія, за підтримки 33-й бронетанкової бригади, повинна була атакувати з північного сходу на фронті наступу однієї бригади. 59-та піхотна дивізія, за підтримки 27-ї бронетанкової бригади, мали завдати удару з півночі у смузі наступу двох бригад. З північного заходу мала нанести удар 3-тя канадська піхотна дивізія мала наступати на фронті одної бригади за підтримки танків 2-ї канадської бронетанкової бригади. 8-й корпус був переведений у стан 24-годинній готовності до підтримки атаки західніше Кана, для забезпечення максимального тиску на оборонні позиції противника.
Головнокомандування союзників запропонувало, а Монтгомері погодився, залучити перед початком наступу авіацію. Отже, в ніч перед атакою британські важкі бомбардувальники атакували Кан з повітря, причому 15 % бомб повинні були складати бомби уповільненої дії. Слідом за важкими бомбардувальниками повинні були піти легкі бомбардувальники, винищувачі-бомбардувальники «Тайфун», з моря дії наземного угруповання підтримували вогнем монітор «Робертс», легкі крейсери «Белфаст» і «Емеральд», а також лінкор «Родні», озброєний 406-мм гарматами. Одночасно переходу в наступ передував потужний вогневий наліт силами 656 артилерійських гармат п'яти дивізій.
Після тривалого килимового бомбардування три піхотні дивізії повинні були пройти через укріплені села, розташовані недалеко від міста, і рухатися максимально швидко безпосередньо в північні райони Кана, намагаючись якомога стрімко прорватися до Орна.

#### Німці
Після відступу з північного берега Кан обороняли частини двох німецьких дивізій: 12-ї танкової дивізії СС «Гитлерюгенд» 1-го танкового корпусу СС та 16-ї авіапольової дивізії Люфтваффе LXXXVI армійського корпусу. 12-та есесівська танкова дивізія СС-штандартенфюрера Курта Меєра складалася з трьох гренадерських полків, один з яких (1-й гренадерський полк СС) був тимчасово переданий зі складу 1-ї танкової дивізії СС «Лейбштандарт СС Адольф Гітлер» і мала лише 61 справний танк після попередніх боїв. З'єднання утримувало північно-західні підходи до Кана, обороняючи місто і аеродром Карпіке у смузі наступу частин 3-ї канадської генерал-майора Рода Келлера та 59-ї британської піхотних дивізій.
Основний рубіж німецької оборони, який простягався по опуклій десятикілометровій дузі з північного сходу на захід між селами, обороняли підрозділи 25-го панцергренадерського полку СС та частина підрозділів 12-го танкового полку СС. Напрямком зосередження основних зусиль був у районі аеродрому Карпіке. 1-й панцергренадерський полк СС займав ділянку завдовжки 3-4,5 км від Франкувіля до західної околиці Етервіля; у селах була створена міцна система оборони, з перехресним вогнем, посилена вкопаними в землю танками і штурмовими гарматами, мінними полями та іншими фортифікаційними спорудами, на кшталт протитанкових ровів, вогневими гніздами, мінними полями й іншими інженерними перешкодами. Решта сил дивізії разом з 35-ю танками 12-го полку перебувала в резерві в південній, північній і західній частинах міста. Більшу частину дивізійної артилерії відвели за Орн, а командний пункт дивізії перемістився з Арденського абатства до комплексу будинків абатства святої Трійці в центрі Кана.
16-та авіапольова дивізія, що прибула на заміну 21-ій танковій дивізії на позиціях поблизу Кана, не мала бойового досвіду, особовий склад її був погано навчений, в дивізії відчувався брак протитанкового озброєння. Для посилення дивізії передали танковий батальйон 21-ї танкової дивізії. Дивізію Люфтваффе розмістили по обидва боки річки Орн, при цьому три батальйони утримували села північніше Кана.
1-ша танкова дивізія Лейбштандарте-СС «Адольф Гітлер» СС-бригадефюрера Теодора Віш, посилена полком 88-мм зенітних гармат III корпусу ППО генерала зенітних військ Вольфганга Пікерта була зосереджена у 8 км південніше Кана. 2-й танковий корпус СС СС-группенфюрера Вільгельма Біттріха знаходився на захід від смуги оборони I танкового корпусу, при цьому на правому його фланзі, в 3 км від західної околиці Кана, оборонялася 10-та танкова дивізія СС «Фрундсберг» СС-бригадефюрера Гайнца Гармеля.

#### Авіаційна підготовка наступу
У ніч на 7 липня, напередодні наступу наземного компоненту, як це планувалося, союзники розпочали авіаційну підготовку операції. 467 важких бомбардувальників «Ланкастер» і «Галіфакс» британського бомбардувального Командування скинули на Кан більше 2000 тонн бомб. Основною метою бомбардування визначалося сприяння просуванню британсько-канадських військ і запобігання можливості відступу військ противника з Кана або відходу з міста, а також загальне придушення німецьких оборонних рубежів. Втім, з останнім завданням бомбардувальники не впоралися: дві головні позиції німецької піхоти і танків залишилися неушкодженими. Лише декілька танків було пошкоджено або тимчасово виведено з ладу, тільки два танки PzKpfw IV 12-ї танкової дивізії були знищені. Однак, командувач 2-ї британської армії генерал Майлз Демпсі був більш зацікавлений у піднятті морального духу своїх військ, ніж у завдаванні збитку противнику.
Результатом масованого бомбардування стало фактичне зруйнування Кана. Близько 22:00 бомбардувальники завершили нальоти, залишивши 80 % північної частини міста в руїнах. О 22:50 над містом з'явилися шість ескадрилей винищувачів-бомбардувальників «Москіто», що почали полювання на поодинокі цілі. За десять хвилин відкрили вогонь 636 артилерійських систем, яких підтримували корабельні гармати лінкора «Родні» та інших кораблів. Переходу піхоти в наступу передувала також вогнева підготовка артилерії VIII корпусу, який розпочав обстріл сіл на північ від Кана з метою знищити німецькі укріплення на шляху просування наземних військ.

### Битва

#### 8 липня
О 4:30 ранку 8 липня артилерія I і VIII корпусів перенесла вогонь вглиб смуги німецької оборони, уздовж напрямків наступу 3-ї канадської та 59-ї британської піхотних дивізій. Коли бронетехніка та піхота з рубежів переходу в атаку перейшли в наступ, артилерійський вогонь просувався разом з ними, концентруючись на німецьких позиціях перед наступаючими британсько-канадськими військами; чотири батальйони і два бронетанкових полки союзників проривалися на ділянці прориву двох бригад. О 7:00 над полем бою з'явилися 192 бомбардувальники «Мародер», однак, через високу хмарність тільки 87 літаків змогли провести прицільне бомбардування, скинувши при цьому 135 тонн бомб. Деякі бомби влучили в штаб 12-ї дивізії СС, яка перебувала на території жіночого абатства святої Трійці.
О 7:30 командир I армійського корпусу Джон Крокер почав другу фазу операції, хоча на цей час, жодне з визначених завдань дивізіями не були ще виконані. 26-й панцергренадерський полк СС все ще контролював панівні висоти поблизу аеродрому Карпіке, що знаходився на правому фланзі наступаючих військ. На лівому фланзі канадській дивізії вдалося значно просунутися вперед, у першу чергу, через доволі слабку оборону 16-ї авіапольової дивізії Люфтваффе. Канадці з ходу атакували село Лебасі і швидко пройшли через нього, однак, коли дивізія досягла села Ерувіль-Сен-Клер опір противника посилився. На посилення авіапольової дивізії командувач танкової групи «Захід» генерал танкових військ Генріх Ебербах кинув 21-шу танкову дивізію генерал-майора Едгара Фойхтінгера, яка мала передислокуватися на північний схід від Кана. Цей маневр був помічений британцями, і в момент, коли підрозділи 21-ї дивізії спробували перетнути Канський канал, по німецьких військах був відкритий вогонь морської артилерії. Через побоювання важких втрат, цей маневр був скасований.
У центрі наступу 59-ї дивізії, на напрямку просування 176-ї піхотної бригади її підрозділи наразилися на організований запеклий опір німецького 12-го танкового полку СС у селах Гальманш і Ла Бажюд, 59-а піхотна дивізія зустріла набагато більш запеклий опір з боку 12-го танкового полку СС, і зазнала важких втрат. 197-та бригада, що наступала поруч обійшла Гальманш і до полудня досягла Сент-Конте.
На західному фланзі, де наступала 9-та піхотна бригада 3-ї канадської піхотної дивізії, формування були втягнуті у важкі бої в районі села Бюрон, яку обороняли 200 вояків 12-ї дивізії СС. До полудня за підтримки 10-го канадського бронетанкового полку, Бюрон був узятий, але роти 9-ї бригади, що брали участь в атаці, втратили пораненими і вбитими до 60 % свого особового складу. Південніше Бюрона 12-та дивізія спробувала контратакувати, використовуючи танки Pz IV і «Пантера», але атака була відбита за допомогою протитанкових самохідно-артилерійських установок «Ахіллес» і 76-мм протитанкових гармат QF 17-pounder 245-ї батареї 62-го протитанкового полку. Німці втратили тринадцять танків, британці лише чотири «Ахіллеса» і ще чотири були пошкоджені. 7-ма канадська бригада відносно легко здобула селище Груші, їй на шляху прориву до Оті заважав лише мінометний і артилерійський вогонь німецької артилерії. Захопленню Оті сприяв наступ 59-ї дивізії, що проривалася на Сен-Контест, після захоплення якої шлях на Кан був відкритий.
Тим часом на лівому фланзі наступу союзників 3-тя британська піхотна дивізія відтіснила 16-ю дивізію Люфтваффе і з північного сходу наблизилася до околиць Кана. До 19:15 Меєр і Ебербах віддали наказ евакуювати залишки авіапольової дивізії і всю важку техніку 12-ї дивізії СС через річку Орн до південної частини міста. Рано ввечері, все ще ведучи бої проти з'єднань 59-ї британської та 3-ї канадської піхотних дивізій, 12-та дивізія СС почала відхід зі своїх позицій, оборона яких далі здавалася неможливою. Повідомлення розвідки про ймовірний відхід противника з займаних рубежів дійшли до союзного командування, проте, розвідувальні підрозділи, що провели дорозвідку німецьких прифронтових позицій, доповіли, що ніякого відведення військ не спостерігається.

#### 9 липня
На світанку 9 липня 1944 року британські і канадські війська почали входити в місто. У ранкові години в руки союзників нарешті перейшов аеродром в Карпіке — він був зайнятий після того, як солдати 3-ї канадської піхотної дивізії виявили, що 26-й гренадерський полк СС відступив вночі. У зв'язку з тим, що положення німецьких військ на північ від річки Орн ставало все більш небезпечним, бойові групи 21-ї танкової дивізії вермахту та полки 12-ї дивізії СС, що залишалися на протилежному берегу, почали повільний відхід на південь до сіл Бургебю і Верр'єр. До полудня солдати 3-ї британської піхотної дивізії вийшли до північного берега Орн, знищивши практично всі підрозділи 16-ї авіапольової дивізії, що займали позиції на захід від річки. Через кілька годин, британці та канадці зустрілися в центрі міста, і до 18:00 вся північна частина Кана вже перебувала в руках союзників. Таким чином, всі бойові завдання I корпусу були виконані. Деякі мости через Орн залишилися неушкодженими, але вони виявилися або заваленими купами каміння, або охоронялися німецькими військами 1-ї танкової дивізії СС, що зайняли позиції на південному берегу річки, і були готові дати відсіч у разі будь-якої спроби наступу союзників.
Увійшовши в Кан, британсько-канадські війська знайшли місто в руїнах. Після бомбардувань 7 липня вціліла приблизно п'ята частина Старого міста. Завали, які паралізували всякий рух на вулицях, не дозволили британським танковим формуванням пройти через північну частину міста, що у свою чергу на дало командуванню 2-ї армії розвинути успіх, досягнутий I корпусом. Не маючи плацдармів на південній стороні річки Орн, союзники вважали, що подальше просування в Кані неможливо. Отже до полудня 9 липня операція «Чарнвуд» була офіційно завершена.

### Подальші події
Після відведення своїх військ у південну частину Кана, німецьке командування зосередило свої зусилля на зміцненні позицій у місті та його околицях. Підрозділи 1-ї, 12-ї і 9-ї танкових дивізій СС закріпилися на висотах узвишшя Верр'єр і Бургебю, перетворивши їх на потужні оборонні бар'єри на шляху ймовірного просування військ противника. Задіявши всі свої танкові резерви, командувач групи армій «B» генерал-фельдмаршал Ервін Роммель переправив залишки 708-ї, 276-ї, 277-ї і 272-ї піхотних дивізій на англо-канадський фронт. 8 липня він уперше відправив на американський фронт залишки навчальної танкової дивізії «Лер» і 2-ї танкової дивізії СС «Дас Райх». Дивізія «Лер», на початку кампанії одне з найпотужніших танкових з'єднань у німецькій армії, до цього часу перетворилася на невелике число бойових груп і як дивізія фактично перестала існувати 17 липня штабний автомобіль Роммеля був обстріляний британськими винищувачами, при цьому фельдмаршал отримав важкі поранення і був відправлений у госпіталь. Два дні потому на посаді командувача групою армій «B» його змінив фельдмаршал Гюнтер фон Клюге, а Роммель більше не повернувся до Нормандії: він був звинувачений у співучасті у змові 20 липня і 14 жовтня був змушений покінчити життя самогубством.
Після звільнення північної частини Кана, союзники почали операцію з розмінування французького міста, на вулиці міста для розчищення завалів вийшли бульдозери. Також до Кана прибув конвой вантажівок для забезпечення мирного населення предметами першої необхідності. 10 липня на містом було піднято французький прапор, а через три дні на площі Сен-Мартен відбувся парад,

## Відео
- Operation Charnwood Video
- Operation Charnwood — High Level Bombing